# Ezquerecocha
Ezquerecocha (en euskera y oficialmente Ezkerekotxa) es un concejo del municipio de Iruraiz-Gauna, en la provincia de Álava, comunidad autónoma del País Vasco (España). 

## Toponimia y onomástica
Históricamente, en el reino de Navarra se identificaba a las personas por su nombre seguido de su lugar de origen. Así, la primera mención conocida de Ezquerecocha es en un documento de 1040, en donde aparece mencionada la señora «Beila Gonzalvez de Eskerecocia». En un documento de 1257 se puede apreciar la evolución de la denominación a «Ezcarococha». En un pergamino de 1342 se menciona una lista de cófrades de la zona del valle del río Ega, entre los representantes de Bernedo figura un «John de Escaracocha». También se ha indicado que el nombre podría tratarse de un topónimo con base en un nombre personal.

## Geografía Física

### Ubicación
Concejo situado en la zona oriental de la Llanada Alavesa, a unos 24 km al este de Vitoria-Gasteiz y una altitud de 579 m.
|                | Norte: Heredia  |                   |
| Oeste: Arrieta |                 | Este: Salvatierra |
|                | Sur: Chinchetru |                   |

## Historia
Hacia 1915, el lugar, por entonces perteneciente al ayuntamiento de Iruraiz, tenía contabilizada una población de 86 habitantes. Aparece descrito en el tomo de la Geografía general del País Vasco-Navarro dedicado a Álava y escrito por Vicente Vera y López con las siguientes palabras:

Ezquerecocha.—Dista de Guereñu 5,500 metros, estando situado en una llanura. Tiene 18 casas; la población de hecho y de derecho es de 86 almas. Limita, al N., con Dallo; al E., con Salvatierra; al S., con Chinchetru, y al O., con Arrieta. Su parroquia, dedicada á San Román, es de categoría rural de segunda clase y pertenece al arciprestazgo de Salvatierra; en su término está la ermita de Santa Marina. Tiene una escuela pública incompleta, á la que asisten los niños de otros lugares. Le pertenece el aprovechamiento del monte comunal de Larrazábal, de 40 hectáreas, plantado de hayas.
(Vera y López, 1915-1921, p. 454)

En 2024, pertenece al municipio de Iruraiz-Gauna. En 2022, tenía empadronados 46 habitantes.

## Lengua
El idioma predominante es el español, aunque es probable que hasta fines del siglo XVIII aún se hablara el euskera. En el mapa lingüístico de Louis Lucien Bonaparte (1863) ya figura fuera del área de influencia de dicho idioma.

## Demografía
| Gráfica de evolución demográfica de Ezquerecocha entre 2000 y 2017 |
|                                                                    |
| Población de derecho según los censos de población del INE.        |

## Cultura

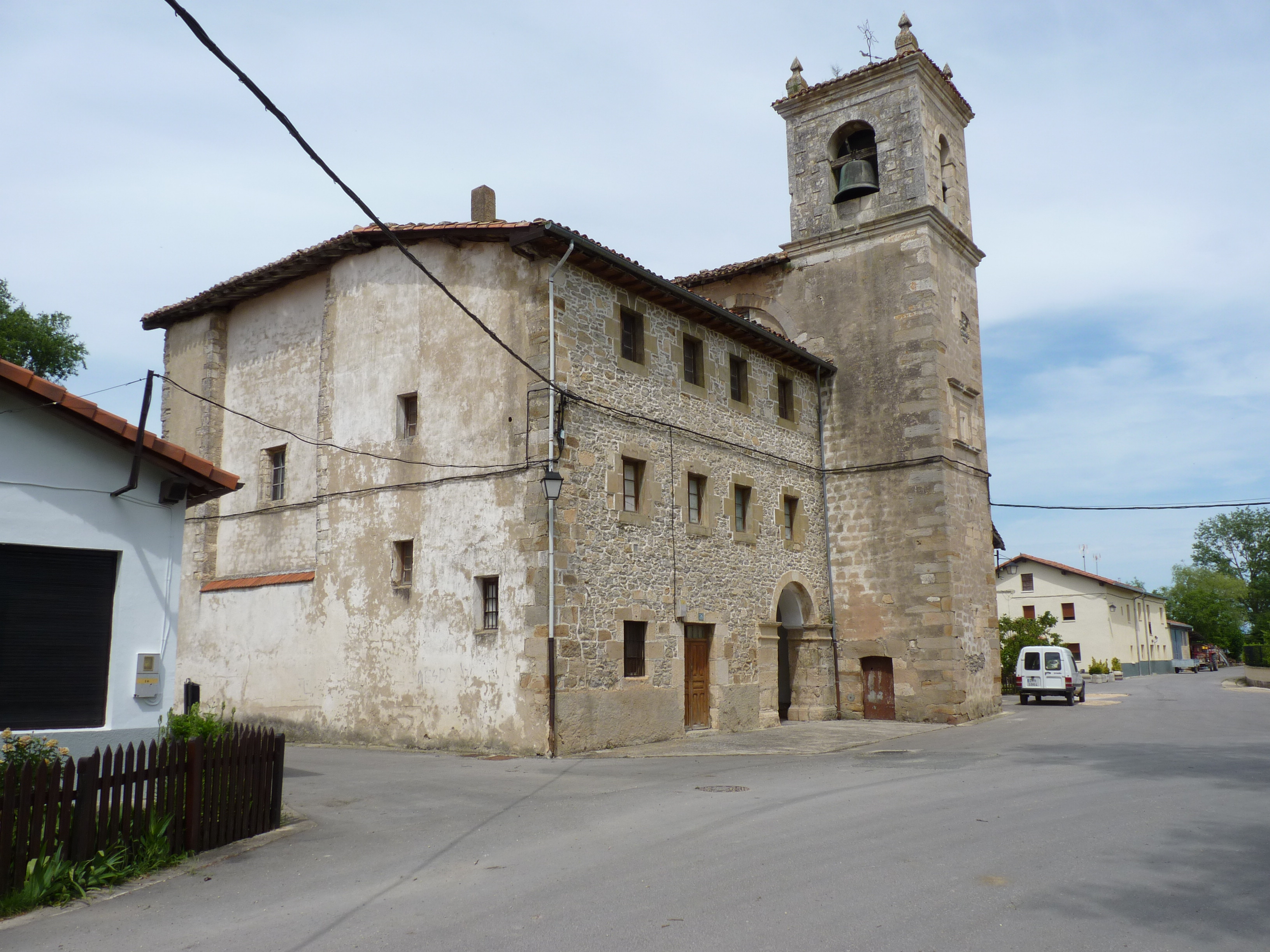
Vista de la iglesia de San Román

### Patrimonio material

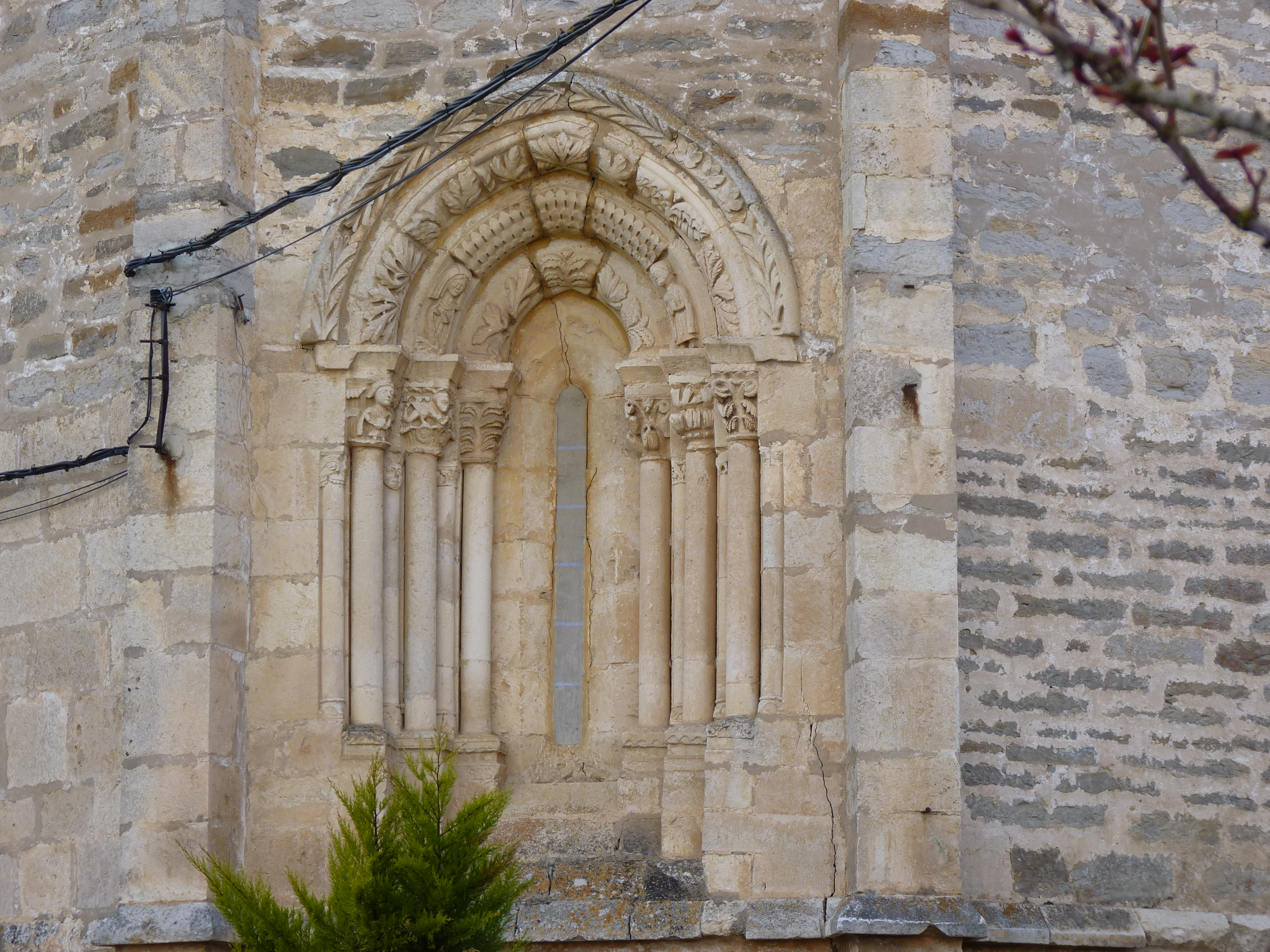
Ventana absidal de la iglesia de San Román

- Ventana absidal de la iglesia de San RománIglesia de San Román.[12][13] La portada, románica de finales del siglo siglo XII o principios del siglo XIII, está decorada con motivos geométricos y las figuras de un ángel y un orante. La planta del templo es rectangular, con nave de dos tramos y cabecera ochavada. El presbiterio y los vanos son protogóticos del siglo siglo XIII. En la  ventana absidal, magníficamente decorada con vegetación compuesta a base de plantas, árboles y frutos diversos, conviven elementos del románico y del gótico inicial. Los últimos tramos de la iglesia fueron erigidos en el siglo siglo XVI. El interior de la iglesia alberga un interesante retablo mayor de piedra policromada, de estilo manierista, correspondiente a la segunda mitad del siglo siglo XVI. A ambos lados del presbiterio hay dos retablos: a la izquierda, el de la Virgen del Rosario, de finales del siglo siglo XVII o comienzos del siglo XVIII; el de la derecha está dedicado a San Isidro y es de estilo barroco, de la segunda mitad del siglo siglo XVIII. La torre de sillería es cuadrada y fue levantada en el siglo siglo XVI.[14][15][16]
- Puente de Ezkerekotxa. Pequeño puente de un ojo con arco rebajado de boquillas adoveladas, muy transformado a lo largo de los años, que salva el reducido curso del arroyo del Prado. Está incluido en el trazado del Camino de Santiago, en la entrada al pueblo de Ezkerekotxa procedente de Gaceo. La construcción original podría ser del siglo siglo XVIII.[17]

### Patrimonio inmaterial

#### Festividades
La festividad de la localidad se celebra el 18 de noviembre con motivo de San Román.